# 舌化椧谷站
舌化椧谷站（：／ Seolhwamyeonggok yeok */?）是大邱地鐵1號線的起點車站，位於大韓民國大邱廣域市達城郡花園邑舌化里和椧谷里邊界。

## 車站構造
站體為2面2線側式月台的地下車站，候車月台設有月台幕門，並有8處出口。
可通過候車室來往對向列車。

### 月台配置
| 起終點站 |
| \| 上    |
| ↓ 花園   |

| 月台 | 路線               | 目的地                   |
| ---- | ------------------ | ------------------------ |
| 上行 | ●大邱都市铁道1号线 | 此站終着                 |
| 下行 | ●大邱都市铁道1号线 | 半月堂、中央路、安心方向 |

## 歷史
- 2016年5月31日：決定站名為舌化椧谷站[1]。
- 2016年9月8日：1號線西延段通車，落成啟用。

## 車站周邊
- 大邱達城警察署華南分署
- 達城郡設施管理公團達城郡婦女文化福利中心
- 中部內陸高速公路支線花園玉浦交流道
- 宋海公園
- 大邱椧谷初等學校
- 大邱花南初等學校
- 達城中學
- 花園高校
- 花園橋

## 圖片

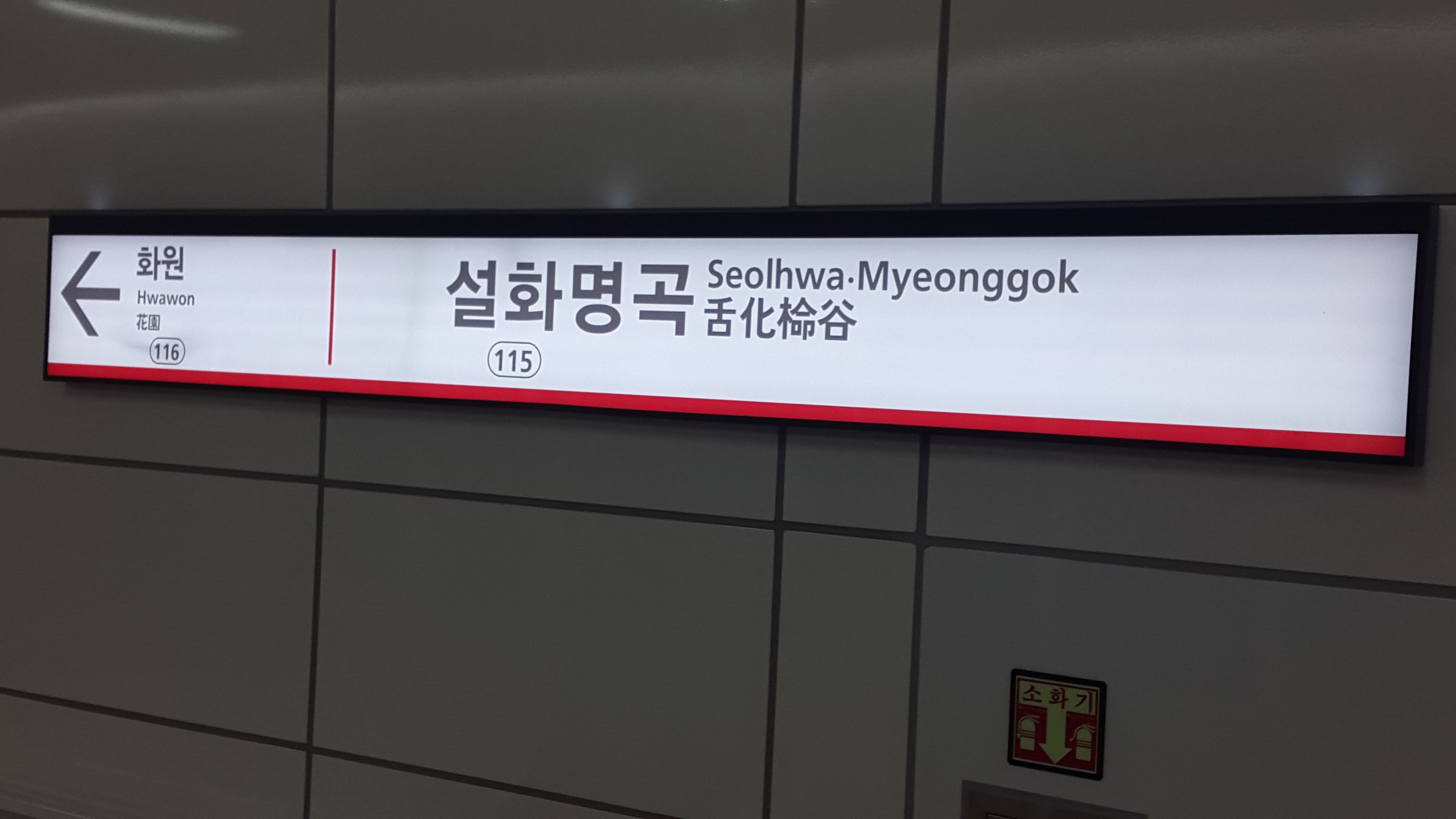
站名牌
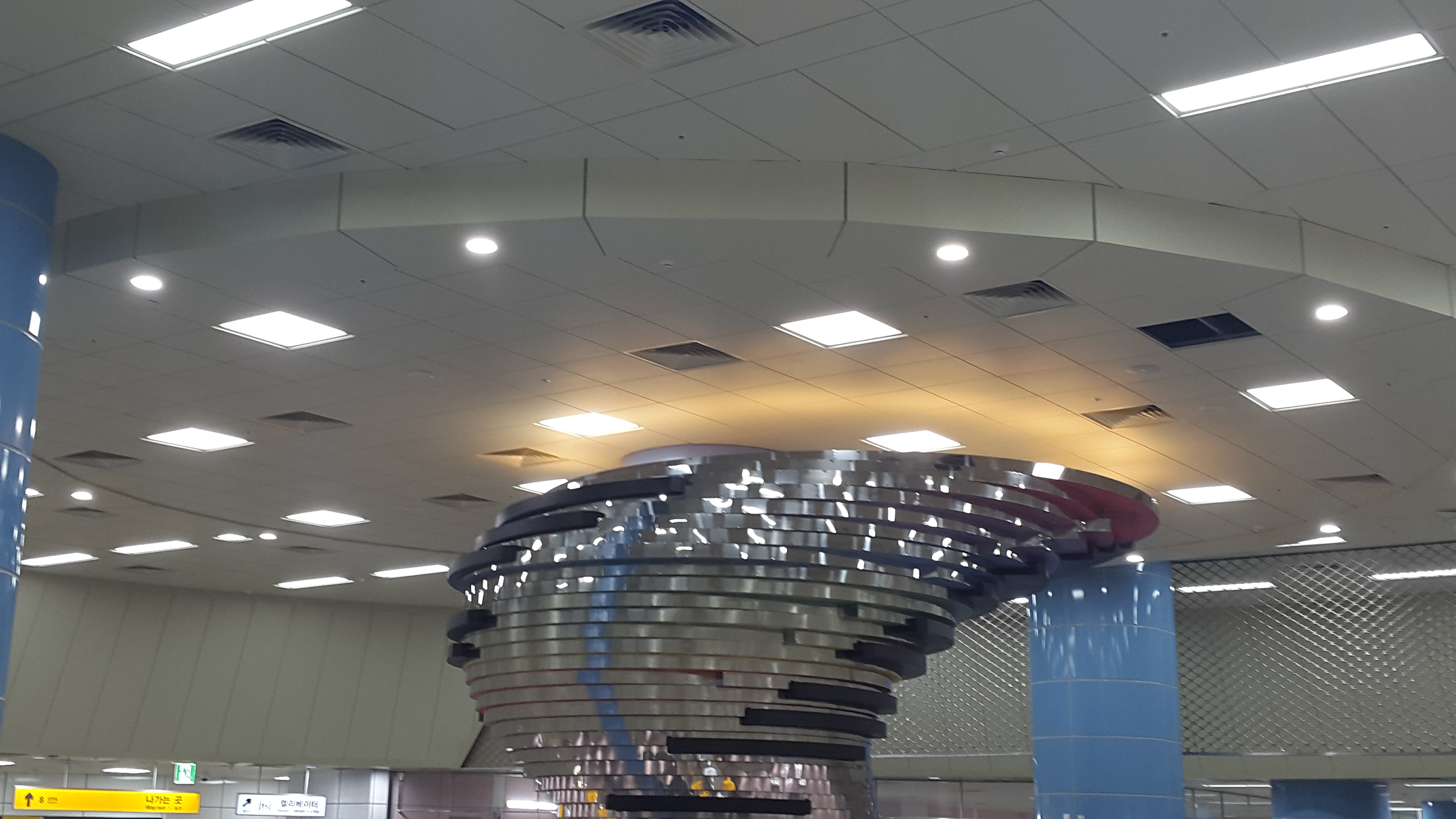
車站大廳公共藝術
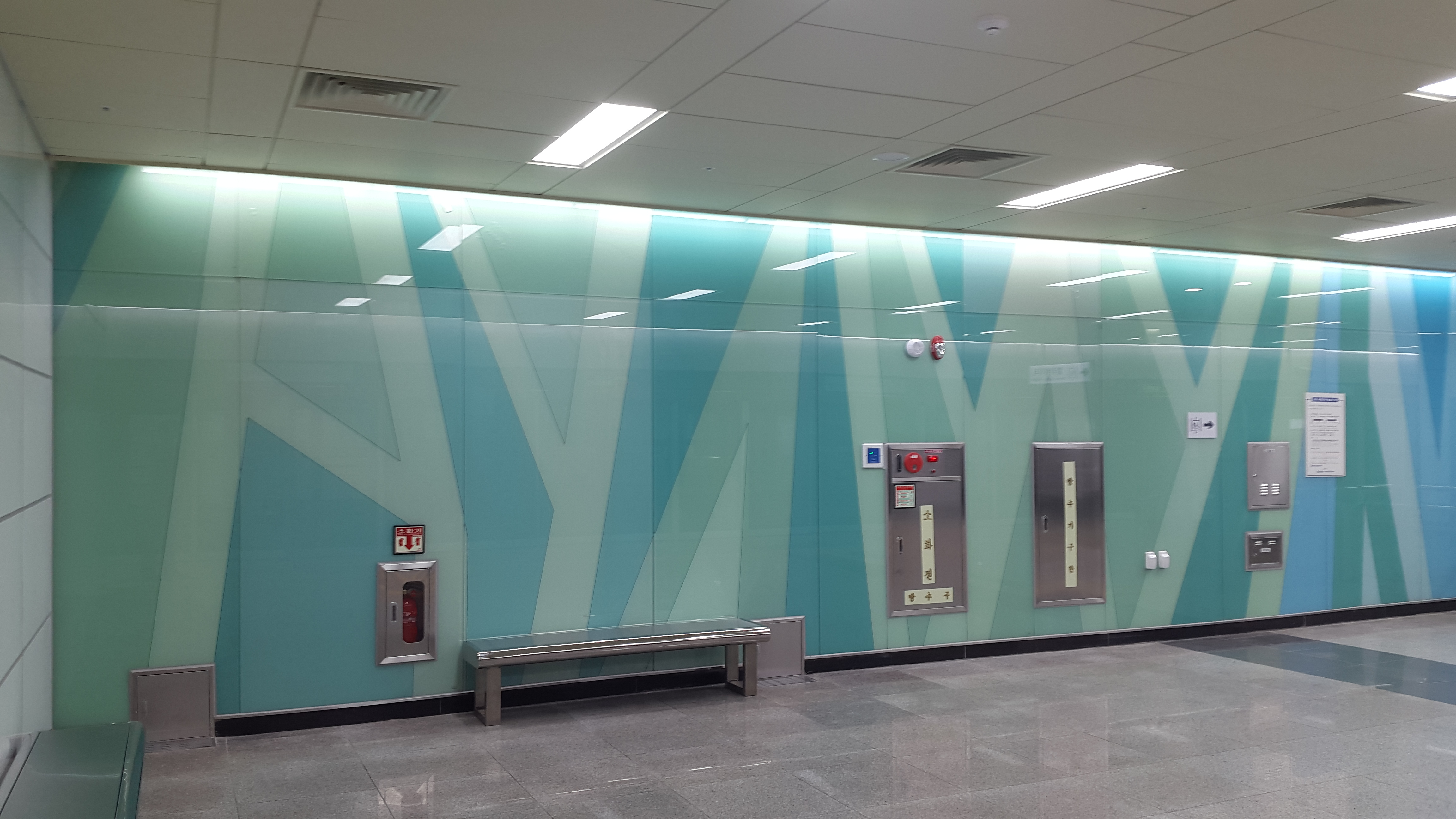
車站廊道壁畫
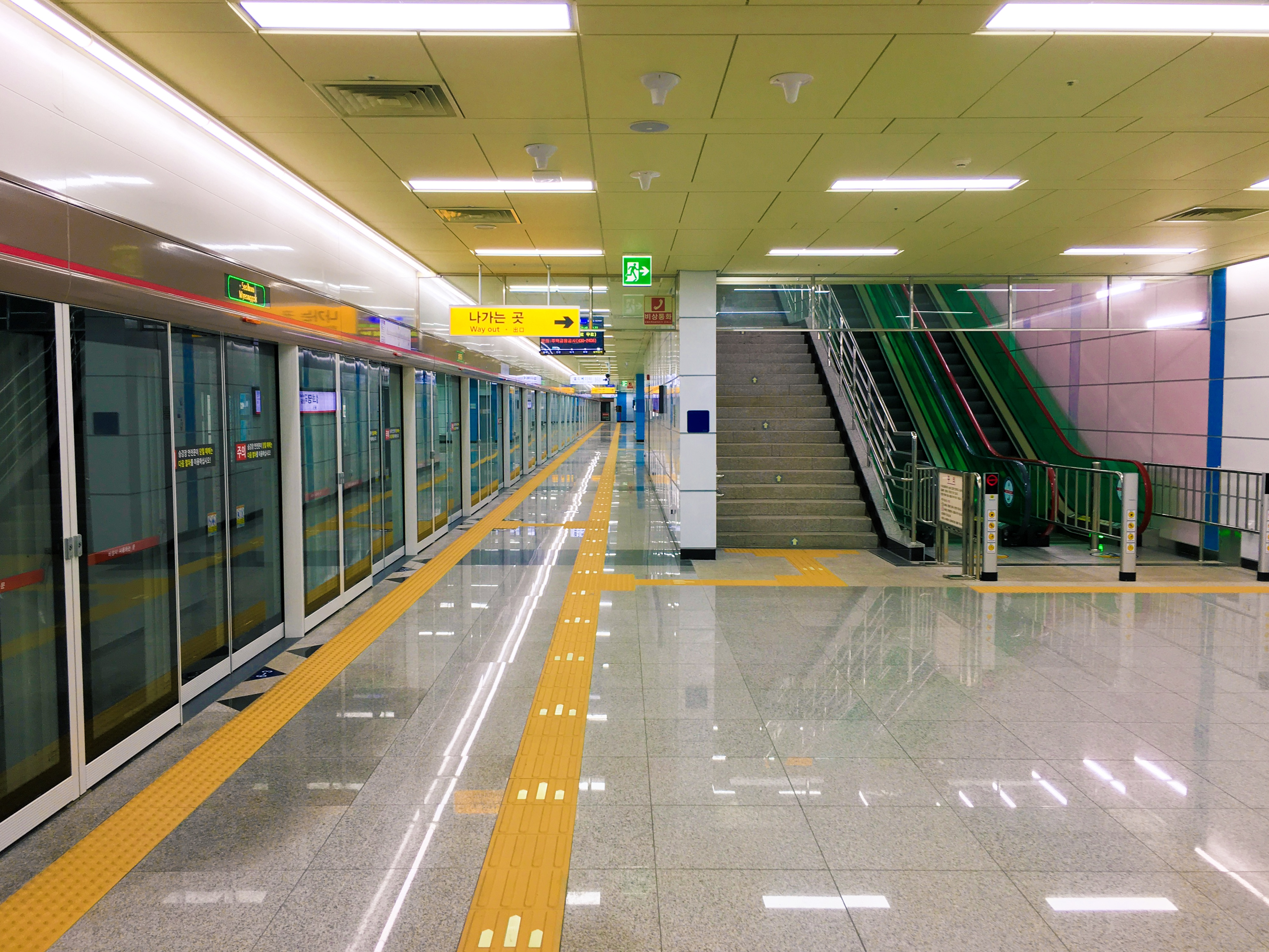
候車月台
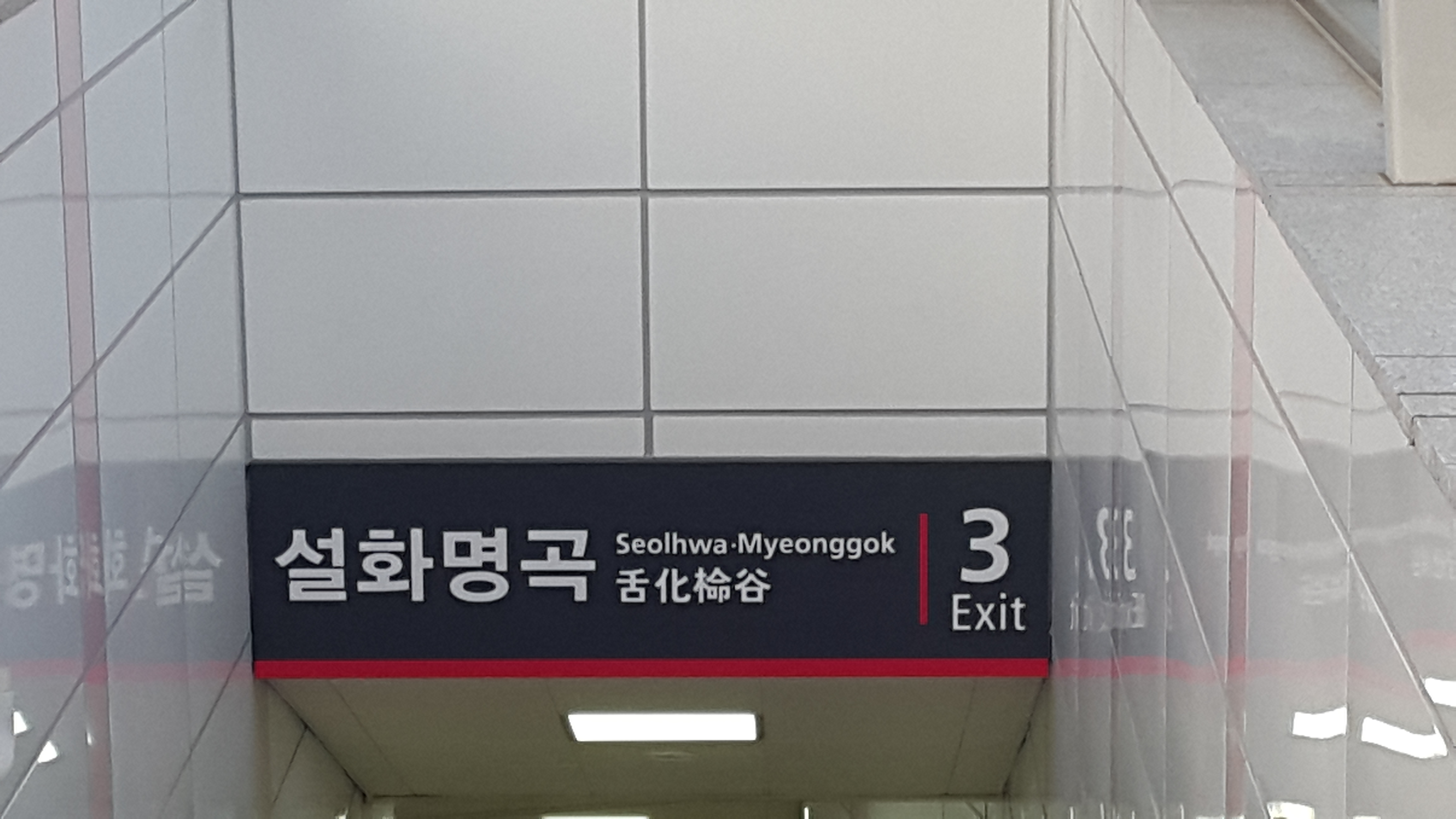
3號出口
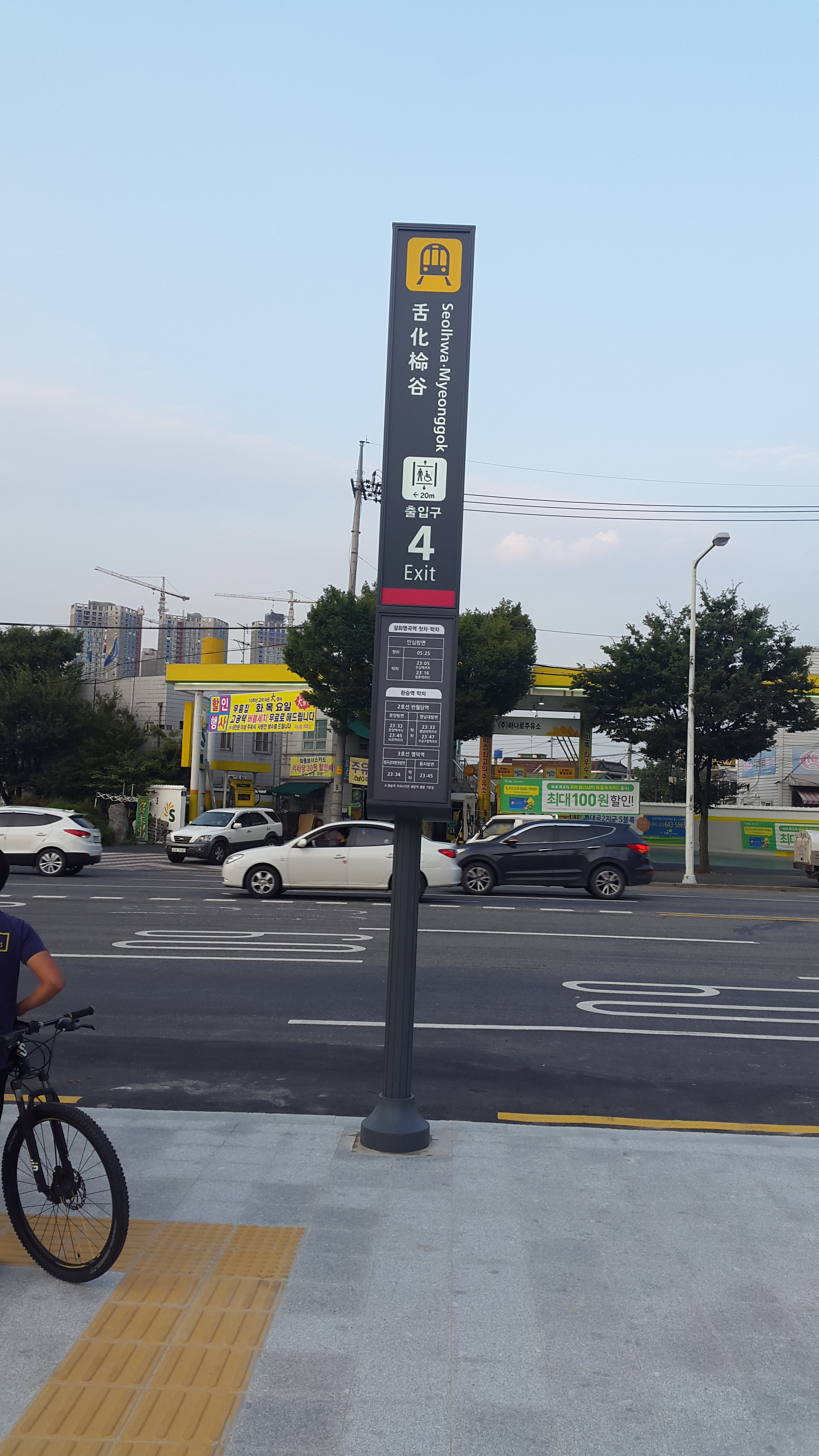
4號出口側柱站牌

## 相鄰車站
大邱都市鐵道公社
●大邱都市铁道1号线
舌化椧谷（115）－花園（116）